# Leninsk-Kuznetsky (huyện)
Huyện Leninsk-Kuznetsky (tiếng Nga: ? райо́н) là một huyện hành chính tự quản (raion), của Tỉnh Kemerovo, Nga. Huyện có diện tích 2262 kilômét vuông, dân số thời điểm ngày 1 tháng 1 năm 2000 là 28500 người. Trung tâm của huyện đóng ở Leninsk-Kuznetsky.